# أديل تي كاتس
أديل تي كاتس (بالإنجليزية: Adele T. Katz) هي عالمة موسيقى ومُدرسة أمريكية، ولدت في 26 أغسطس 1887، وتوفيت في 1 مايو 1979.